# Control mental

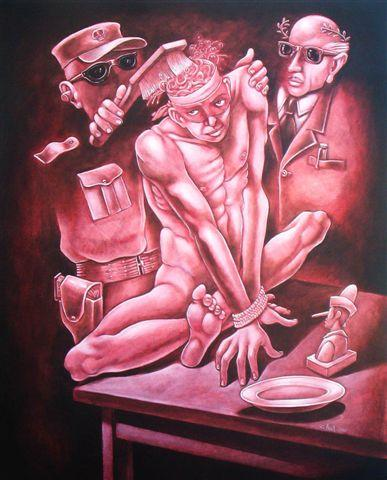
Una representació satírica del rentat cerebral

El control mental és una tècnica o un conjunt de tècniques encaminades a la modificació dels processos mentals dels individus. Pot emprar-se sobre la pròpia persona i també en persones alienes amb finalitats diverses: des de la superació del propi ésser i les seves habilitats mentals a través del domini de la ment, passant pel sanament de complexos o problemes mentals, fins a un ús pervers tal com la manipulació d'altres ments.
S'empra en salut mental per a l'estudi de les reaccions en el pensament, el sentiment i el comportament de l'ésser humà. Les tècniques l'eficàcia de les quals està científicament demostrada s'apliquen per al desenvolupament de la ment en totes les seves facetes. Realitzat pel mateix subjecte sobre la seva ment, pot emprar-se per a l'autodomini dels pensaments i consegüentment les emocions generades per ells. S'empren les tècniques de focalització mental en "Hipnoteràpia" pel sanament o millora del pacient. L'estudi del "control mental" també ha interessat a la parapsicologia i a multitud de religions i sectes.

## Definició
A continuació, es desenvolupa una definició de "control mental" entès com a concepte de "manipulació mental", és a dir, l'ocupació perversa sobre ments alienes:
El control mental és una tècnica variada o conjunt de tècniques encaminades a suprimir la personalitat de la persona, controlant i anul·lant el seu lliure albir, per fer-la depenent del dictat per una altra persona o organització. Malgrat que pot realitzar-ho qualsevol col·lectiu, són les sectes les que més profusament ho empren, especialment les sectes destructives.
Existeix una tècnica molt popular i qualificada en alguns àmbits de la pseudocientífica o religiosa, el "Mètode Silva de control mental", desenvolupada i perfeccionada per José Silva al llarg de la seva vida durant el segle xx. Promulga que el seu objectiu fonamental és la millora en la concentració, imaginació, creativitat i autoestima, i per extensió, millorar la vida del subjecte en el seu conjunt.

## Antecedents del control mental
El desig de controlar totalment les persones és molt antic, i qualsevol dictadura, règim autoritari o monarquia despòtica sempre han tractat que els seus ciutadans o súbdits tinguin les mateixes idees i actituds, especialment cap als seus dirigents. Per a aquest objectiu, s'ha utilitzat des de fa molt temps la propaganda i la repressió de capitosts o organitzacions. Però aquestes accions no poden acabar amb les idees díscoles en la totalitat de la població, malgrat que així aconsegueixen evitar que es manifestin obertament, almenys durant algun temps.
Per aconseguir acabar amb les idees d'algunes persones concretes, s'ha recorregut a la tortura que en moltes ocasions es limitava a extreure confessions (fossin veraces o no) com en el cas de la Inquisició; però diferents organitzacions repressores, com la Txekà de la Revolució russa, van descobrir que amb tècniques desorientadores, el fred, la mala alimentació i la pressió constant podia implantar en els seus torturats la idea que volguessin perquè després declaressin aquesta idea implantada davant jutges i tribunals, per exemple. Per aquest motiu, els soviètics van ser denunciats per Amnistia Internacional en informes sobre la utilització de la medicina per a la tortura, entre d'altres, així com en una publicació específica sobre la medicina a l'URSS. A totes aquestes tècniques se les sol englobar dins del terme "rentada de cervell".
El problema del rentat de cervell estrebava que quan cessava la violència, la por o la presència de la persona que amenaça, les idees implantades també desapareixia i són substituïdes per les inicials amb rapidesa.
Per tant, des del mateix moment gairebé que va començar la tortura com a mètode de repressió, es va percebre la poca vigència d'aquesta tècnica i la necessitat d'aconseguir altres més persistents en el temps. D'altra banda la tortura produeix greus seqüeles psicològiques en el torturador, començant pel rebuig social que sofrien els botxins (funcionaris de l'estat encarregats d'executar, però també torturar) i seguint per tota mena de pors, remordiments i depressions per haver d'infligir dolor i sofriment a persones contra les quals en el fons no té en contra. Existeixen molt pocs informes sobre l'entrenament de torturadors, per ser un autèntic secret d'estat; però Amnistia Internacional sí va tenir accés a un realitzat per la dictadura grega en la qual es veia que per mantenir un cos de torturadors estable era necessaris buscar gent del mitjà rural que no desitgessin portar aquesta vida, assegurar-los treball en ciutats, oferir grans sous i reforçar-los constantment la importància de la seva missió per a la pàtria (no per al règim que sigui), el perill que corren si deixen de torturar i la maldat de les persones que han de torturar. Malgrat tot, en actes com la Comissió per a la Veritat i la Reconciliació de Sud-àfrica, es va comprovar que molts torturadors estaven profundament penedits i dolguts per les seves accions.
Aquests exemples mostren que el rentat de cervell no està a l'abast de totes les organitzacions i costa molts esforços mantenir-ho

## Tècniques de control mental
Les tècniques de control mental no tenen per què sortir de recerques meticuloses i científiques, malgrat que tals recerques puguin existir, més aviat són fruit de l'experiència de persones o organitzacions que han arribat a perfeccionar-les per mitjà de l'assaig i l'error.
Així mateix, són molt emprades per organitzacions dictatorials com les sectes. Pilar Salarrullana fa una recopilació d'elles:
- Aïllament del nucli familiar i social: malgrat no ser la primera a aplicar-se és una de les més importants. Consisteix a anar apartant a la persona captada de la seva família, els seus amics i fins i tot de qualsevol relació amb el món exterior a la secta o entorn que el desitja captar. Tant és així que moltes sectes, especialment les més destructives, compten amb granges, albergs i cases particulars on reuneixen als seus fidels.
- Esgotament físic: es tracta de portar als captats fins a gairebé el límit de les seves forces físiques per dificultar el pensament racional perquè, segons Pilar Salarrullana, la intel·ligència de cadascun no es pot augmentar ni disminuir, raó per la qual el que tracten les tècniques de control mental és dificultar l'ús de la intel·ligència individual.
- Canvi de dieta per una altra escassa de proteïnes: un canvi de dieta ajuda a reduir la força del cos i, amb ella, la capacitat d'utilitzar la intel·ligència. Això pot provocar trastorns o la pèrdua de la menstruació de les dones i impotència en els homes.
- Sessions periòdiques de càntics, recitació de consignes, mantres… i arriben a vegades a caure adormits, la qual cosa fins i tot ajuda perquè les frases se segueixen sentint, però la persona no recorda on les va escoltar i qui les va dir, per la qual cosa pot arribar a pensar-se que són idees pròpies, a les quals sempre les hi té gran afecte.
- Xerrades de líder de l'organització i els seus acòlits sobre les bondats de l'organització, els riscos de sortir-se i especialment els menyspreus als crítics o als que mostren actituds díscoles.
- Realització d'agradables rebudes, acolliments i atenció als qui arriben per primera vegada o encara no compten amb molta experiència. Tècnica que augmenta el plaure de ser part del grup i al mateix temps la dependència d'aquest presumpte afecte i estima. Aquestes recepcions han de fer-se a cada persona en solitari; si aquesta anés acompanyada per un amic, per exemple, els esforços han d'encaminar-se a separar-los.
- Utilització de drogues per anul·lar la voluntat.
- Realització de petites proves psicològics per adequar les tècniques de captació a cada persona. Un exemple és l'experimentat per Steven Hassan en la secta Moon on els demanaven dibuixar un camí, una casa i un arbre.[5]

## Conseqüències del control mental
La principal conseqüència d'un procés de control mental reeixit és la implantació de la personalitat desitjada sobre l'anterior, però la personalitat inicial mai és destruïda i acabarà per imposar-se si es donen les condicions adequades. Però és difícil desprogramar a persones que no té una personalitat anterior a recuperar, perquè no existia encara, com en els nens, o perquè en un lapse de temps llarg, ha estat totalment oblidada.
A més d'aquesta, es produeixen altres efectes en la persona, bé pel control mental o pels mètodes per aconseguir-ho. L'ONG  espanyola Pro-Joventut cita els següents:

### Socials
1. Falta o reducció de la capacitat per relacionar-se amb els altres, especialment si són estranys a la secta.
2. Anul·lació de les relacions amb la família i pèrdua d'amics.
3. Conseqüències laborals, com relegació en el lloc de treball o acomiadament, per la pèrdua de competitivitat a causa del cansament.
4. Canvi de residència.

### Físiques
Depenen completament del tipus de control mental exercit. Però generalment són fatiga muscular i esquinçaments

### Psicològiques
1. Canvis inesperats entre l'eufòria i la depressió.
2. Incapacitat de mantenir relacions afectives amb persones estranyes a l'entorn on és controlat.
3. Esclavitud involuntària en perdre la capacitat de decisió.
4. Disminució del sentit de l'humor, del vocabulari i la capacitat intel·lectual en general, però no de la intel·ligència.
5. Raonament escàs o nul.
6. Tendència neuròtica, psicòtica o suïcida.
7. Pèrdua d'identitat, desdoblament de la personalitat, pànic, al·lucinacions.

## La desprogramació
Es coneix com a "desprogramació" al procés d'alliberar algú del control mental al que ha estat sotmès. Com que el control és una tècnica llarga i complexa, també ho és la desprogramació, raó per la qual existeixen professionals versats en la matèria.

### Circumstàncies
Per aconseguir la desprogramació, especialment del control més destructiu, és necessària la concurrència de diverses circumstàncies.
1. Separació del grup controlador.
2. Descans físic.
3. Alimentació adequada.
4. Perseverança.

### Tècniques
Una vegada reunides les circumstàncies anteriors, experts en el tema com Steven Hassan segueixen una sèrie de tècniques desprogramadores.
1. Establir relacions de mútua confiança.
2. Comunicar-se amb la persona per conèixer la seva situació (desitja seguir?, sent dubtes sobre la bondat dels quals li han controlat?, està desencantat però temorós?...).
3. Desenvolupar models d'identitat: com era la persona abans d'entrar, com és el model de personalitat imposat pel control mental i com és la personalitat que adopta dins de l'estructura controladora (iniciat, amb una mica de responsabilitat, controlador...).
4. Posar a les persones en contacte amb la identitat original, per això és tan difícil desprogramar a nens que no té una personalitat anterior que recuperar.[6]
5. Aconseguir canviar la perspectiva des de la qual mira el controlat (la que li va imposar el grup controlador).
6. Interrompre l'autoengany que sistemàticament s'ha ensenyat a la persona controlada que faci quan sent dubtes sobre el que li han ensenyat.
7. Acabar amb les fòbies que han implantat a la persona perquè no abandoni el grup i mostrar-li el benestar que es pot obtenir fora del grup.
8. Explicar a la persona controlada les característiques del control mental que ha sofert.